# 100 vandfald i Japan
100 vandfald i Japan (日本の滝百選 Nihon no taki hyakusen) er en liste over vandfald i Japan, der blev udarbejdet i 1990 af det japanske miljøministerium.

## Baggrunden
Ifølge den japanske regering er der 517 navngivne vandfald i Japan. Mange af disse vandfald er placeret i fjerntliggende bjergområder, men på grund af stigningen i vandreture og turisme de seneste år er antallet af besøgende steget dramatisk, hvilket i høj grad påvirker belastningen på det omgivende miljø.

## Liste
| #   | Navn                                                                                           | Præfektur | By eller kommune   |
| --- | ---------------------------------------------------------------------------------------------- | --------- | ------------------ |
| 1   | Hagoromo-vandfaldet (羽衣の滝 Hagoromo-no-taki)                                                | Hokkaido  | Higashikawa        |
| 2   | Inkura-vandfaldet (インクラの滝 Inkura-no-taki)                                                | Hokkaido  | Shiraoi            |
| 3   | Garō-vandfaldet ("飛竜"賀老の滝 ”Hiryū“ Garō-no-taki)                                          | Hokkaido  | Shimamaki          |
| 4   | Ryusei-Ginga-vandfaldet (流星・銀河の滝 Ryūsei-Ginga-no-taki)                                  | Hokkaido  | Kamikawa           |
| 5   | Ashiribetsu-vandfaldet (アシリベツの滝 Ashiribetsu-no-taki)                                    | Hokkaido  | Minami-ku, Sapporo |
| 6   | Oshinkoshin-vandfaldet (オシンコシンの滝 Oshinkoshin-no-taki)                                  | Hokkaido  | Shari              |
| 7   | Kurokuma-vandfaldet (くろくまの滝 Kurokuma-no-taki)                                            | Aomori    | Ajigasawa          |
| 8   | Matsumi-vandfaldet (松見の滝 Matsumi-no-taki)                                                  | Aomori    | Towada             |
| 9   | Fudo-vandfaldet (不動の滝 Fudō-no-taki)                                                        | Iwate     | Hachimantai        |
| 10  | Akiu-vandfaldet (秋保大滝 Akiu-Ōtaki)                                                          | Miyagi    | Taihaku-ku, Sendai |
| 11  | Sankai-vandfaldet (三階の滝 Sankai-no-taki)                                                    | Miyagi    | Zao                |
| 12  | Nanataki-vandfaldet (七滝 Nanataki)                                                            | Akita     | Kosaka             |
| 13  | Chagama-vandfaldet (茶釜の滝 Chagama-no-taki)                                                  | Akita     | Kazuno             |
| 14  | Hottai-vandfaldet (法体の滝 Hottai-no-taki)                                                    | Akita     | Yurihonjō          |
| 15  | Yasu-vandfaldet (安の滝 Yasu-no-taki)                                                          | Akita     | Kitaakita          |
| 16  | Namekawa-vandfaldet (滑川の大滝 Namekawa-no-Ōtaki)                                             | Yamagata  | Yonezawa           |
| 17  | Shiraito-vandfaldet (白糸の滝 Shiraito-no-taki)                                                | Yamagata  | Tozawa             |
| 18  | Nanatsu-vandfaldet (七ツ滝 Nanatsu-taki)                                                       | Yamagata  | Tsuruoka           |
| 19  | Otsuji-vandfaldet (乙字ケ滝 Otsuji-ga-taki)                                                    | Fukushima | Sukagawa           |
| 20  | Sanjo-vandfaldet (三条の滝 Sanjō-no-taki)                                                      | Fukushima | Hinoemata          |
| 21  | Choshi-vandfaldet (銚子ケ滝 Chōshi-ga-taki)                                                    | Fukushima | Kōriyama           |
| 22  | Fukuroda-vandfaldet (袋田の滝 Fukuroda-no-taki)                                                | Ibaraki   | Daigo              |
| 23  | Kegon-vandfaldet ( 華厳滝 Kegon-no-taki)                                                       | Tochigi   | Nikko              |
| 24  | Kirifuri-vandfaldet (霧降の滝 Kirifuri-no-taki)                                                | Tochigi   | Nikko              |
| 25  | Fukiware-vandfaldet (吹割の滝 Fukiware-no-taki)                                                | Gunma     | Numata             |
| 26  | Jofu-vandfaldet (常布の滝 Jōfu-no-taki)                                                        | Gunma     | Kusatsu            |
| 27  | Tanashita-no-Fudo-vandfaldet (棚下の不動滝 Tanashita-no-Fudō-no-taki)                          | Gunma     | Shibukawa          |
| 28  | Marugami-vandfaldet (丸神の滝 Marugami-no-taki)                                                | Saitama   | Ogano              |
| 29  | Hossawa-vandfaldet (払沢の滝 Hossawa-no-taki)                                                  | Tokio     | Hinohara           |
| 30  | Hayato-vandfaldet (早戸大滝 Hayato Ōtaki)                                                      | Kanagawa  | Sagamihara         |
| 31  | Shasui-vandfaldet (洒水の滝 Shasui-no-taki)                                                    | Kanagawa  | Yamakita           |
| 32  | Nanatsugamagodan-vandfaldet (七ツ釜五段の滝 Nanatsugamagodan-no-taki)                          | Yamanashi | Yamanashi          |
| 33  | Kitashoji-vandfaldet (北精進ケ滝 Kitashōji-ga-taki)                                            | Yamanashi | Hokuto             |
| 34  | Senga-vandfaldet (仙娥滝 Senga-taki)                                                           | Yamanashi | Kōfu               |
| 35  | Suzu-vandfaldet (鈴ヶ滝 Suzu-ka-taki)                                                          | Niigata   | Murakami           |
| 36  | Naena-vandfaldet (苗名滝 Naena-taki)                                                           | Niigata   | Myōkō              |
| 37  | Sotaki-vandfaldet (惣滝 Sō-taki)                                                               | Niigata   | Myōkō              |
| 38  | Shomyo-vandfaldet (称名滝 Shōmyō-daki)                                                         | Toyama    | Tateyama           |
| 39  | Uba-vandfaldet (姥ケ滝 Uba-ga-taki)                                                            | Tshikawa  | Hakusan            |
| 40  | Ryuso-vandfaldet (龍双ケ滝 Ryūsō-ga-taki)                                                      | Fukui     | Ikeda              |
| 41  | Yonako-Daibakufu-vandfaldet (米子大瀑布 Yonako-daibakufu)                                      | Nagano    | Suzaka             |
| 42  | Sanbon-vandfaldet (三本滝 Sanbon-daki)                                                         | Nagano    | Matsumoto          |
| 43  | Tadachi-vandfaldet (田立の滝 Tadachi-no-taki)                                                  | Nagano    | Nagiso             |
| 44  | Neo-vandfaldet (根尾の滝 Neo-no-taki)                                                          | Gifu      | Gero               |
| 45  | Hirayu-vandfaldet (平湯大滝 Hirayu Ōtaki)                                                      | Gifu      | Takayama           |
| 46  | Yoro-vandfaldet (養老の滝 Yōrō-no-taki)                                                        | Gifu      | Yōrō               |
| 47  | Amida-vandfaldet (阿弥陀ケ滝 Amida-ga-taki)                                                    | Gifu      | Gujō               |
| 48  | Abe-vandfaldet (安倍の大滝 Abe no Ōtaki)                                                       | Shizuoka  | Aoi-ku, Shizuoka   |
| 49  | Joren-vandfaldet (浄蓮の滝 Jōren-no-taki)                                                      | Shizuoka  | Itō                |
| 50  | Shiraito-vandfaldet (白糸の滝 Shiraito-no-taki)＋Otodome vandfald (音止めの滝 Otodome-no-taki) | Shizuoka  | Fujinomiya         |
| 51  | Atera-no-nana-vandfaldet (阿寺の七滝 Atera-no-Nana-taki)                                       | Aichi     | Shinshiro          |
| 52  | Nunobiki-vandfaldet (布引の滝 Nunobi-no-taki)                                                  | Mie       | Kumano             |
| 53  | Akame-Shijyuhachi-vandfaldet (赤目四十八滝 Akame Shijyūhachi-taki)                             | Mie       | Nabari             |
| 54  | Nanatsugama-vandfaldet (七ツ釜滝 Nanatsugama-taki)                                             | Mie       | Ōdai               |
| 55  | Yatsubuchi-vandfaldet (八ツ淵の滝 Yatsubuchi-no-taki)                                          | Shiga     | Takashima          |
| 56  | Kanabiki-vandfaldet (金引の滝 Kanabiki-no-taki)                                                | Kyoto     | Miyazu             |
| 57  | Minoo-vandfaldet (箕面滝 Minoo-no-taki)                                                        | Osaka     | Minoh              |
| 58  | Harafudo-vandfaldet (原不動滝 Harafudō-taki)                                                   | Hyougo    | Shisō              |
| 59  | Saruo-vandfaldet (猿尾滝 Saruo-daki)                                                           | Hyougo    | Kami               |
| 60  | Tendaki-vandfaldet (天滝 Tendaki)                                                              | Hyougo    | Yabu               |
| 61  | Nunobiki-vandfaldet (布引の滝 Nunobiki-no-taki)                                                | Hyougo    | Kobe               |
| 62  | Somon-vandfaldet (双門の滝 Somon-no-taki)                                                      | Nara      | Tenkawa            |
| 63  | Fudonanae-vandfaldet (不動七重滝 Fudōnanae-no-taki)                                            | Nara      | Shimokitayama      |
| 64  | Sasa-vandfaldet (笹の滝 Sasa-no-taki)                                                          | Nara      | Totsukawa          |
| 65  | Naka-vandfaldet (中の滝 Naka-no-taki)                                                          | Nara      | Kamikitayama       |
| 66  | Nachi-vandfaldet (那智滝 Nachi-no-taki)                                                        | Wakayama  | Nachikatsuura      |
| 67  | Kuwanoki-vandfaldet (桑ノ木の滝 Kuwanoki-no-taki)                                              | Wakayama  | Shingū             |
| 68  | Haso-vandfaldet (八草の滝 Haso-no-taki)                                                        | Wakayama  | Shirahama          |
| 69  | Daisen-vandfaldet (大山滝 Daisen-taki)                                                         | Tottori   | Tōhaku             |
| 70  | Ame-vandfaldet (雨滝 Amedaki)                                                                  | Tottori   | Tottori            |
| 71  | Dangyo-vandfaldet (壇鏡の滝 Dangyō-no-taki)                                                    | Shimane   | Okinoshima         |
| 72  | Ryuzuyae-vandfaldet (龍頭八重滝 Ryūzuyae-daki)                                                 | Shimane   | Unnan              |
| 73  | Kanba-vandfaldet (神庭の滝 Kanba-no-taki)                                                      | Okayama   | Maniwa             |
| 74  | Josei-vandfaldet (常清滝 Jōsei-daki)                                                           | Hiroshima | Miyoshi            |
| 75  | Jakuchikyo-Goryu-vandfaldet (寂地峡五竜の滝 Jakuchikyō Goryū-no-taki)                          | Yamaguchi | Iwakuni            |
| 76  | Ogama-vandfaldet (大釜の滝 Ōgama-no-taki)                                                      | Tokushima | Naka               |
| 77  | Todoroki-Kujyuku-vandfaldet (轟九十九滝 Todoroki kujyūku-taki)                                 | Tokushima | Kaiyō              |
| 78  | Amagoi-vandfaldet (雨乞の滝 Amagoi-no-taki)                                                    | Tokushima | Kamiyama           |
| 79  | Yukiwa-vandfaldet (雪輪の滝 Yukiwa-no-taki)                                                    | Ehime     | Uwajima            |
| 80  | Goraiko-vandfaldet (御来光の滝 Goraikō-no-taki)                                                | Ehime     | Kumakōgen          |
| 81  | Ryuo-vandfaldet (龍王の滝 Ryūō-no-taki)                                                        | Kouchi    | Ōtoyo              |
| 82  | Todoro-vandfaldet (轟の滝 Todoro-no-taki)                                                      | Kouchi    | Kami               |
| 83  | Otaru-vandfaldet (大樽の滝 Ōtaru-no-taki)                                                      | Kouchi    | Ochi               |
| 84  | Kannon-vandfaldet (観音の滝 Kannon-no-taki)                                                    | Saga      | Karatsu            |
| 85  | Mikaeri-vandfaldet (見帰りの滝 Mikaeri-no-taki)                                                | Saga      | Karatsu            |
| 86  | Yonjyusanman-vandfaldet (四十三万滝 Yonjyūsanman-taki)                                         | Kumamoto  | Kikuchi            |
| 87  | Sendantodoro-vandfaldet (栴壇轟の滝 Sendantodoro-no-taki)                                      | Kumamoto  | Yatsushiro         |
| 88  | Sugaruga-vandfaldet (数鹿流ヶ滝 Sugaruga-taki)                                                 | Kumamoto  | Minamiaso          |
| 89  | Kaname-vandfaldet (鹿目の滝 Kaname-no-taki)                                                    | Kumamoto  | Hitoyoshi          |
| 90  | Higashishiiya-vandfaldet (東椎屋の滝 Higashishiiya-no-taki)                                    | Ooita     | Usa                |
| 91  | Harajiri-vandfaldet (原尻の滝 Harajiri-no-taki)                                                | Ooita     | Bungo-ōno          |
| 92  | Shindo-vandfaldet (震動の滝 Shindō-no-taki)                                                    | Ooita     | Kokonoe            |
| 93  | Nishishiiya-vandfaldet (西椎屋の滝 Nishishiiya-no-taki)                                        | Ooita     | Kusu               |
| 94  | Sekinoo-vandfaldet (関之尾滝 Sekinoo-no-taki)                                                  | Miyazaki  | Miyakonojō         |
| 95  | Yatogi-vandfaldet (矢研の滝 Yatogi-no-taki)                                                    | Miyazaki  | Tsuno              |
| 96  | Mukabaki-vandfaldet (むかばきの滝 Mukabaki-no-taki)                                            | Miyazaki  | Nobeoka            |
| 97  | Manai-vandfaldet (真名井の滝 Manai-no-taki)                                                    | Miyazaki  | Takachiho          |
| 98  | Ryumon-vandfaldet (龍門滝 Ryūmon-daki)                                                         | Kagoshima | Kajiki             |
| 99  | Oko-vandfaldet (大川の滝 Ōko-no-taki)                                                          | Kagoshima | Yakushima          |
| 100 | Mariyudu-vandfaldet (マリユドゥの滝 Mariyudu-no-taki)                                          | Okinawa   | Taketomi           |

## Galleri
- 1. Hagoromo-vandfaldet
- 2. Inkura-vandfaldet
- 3. Garo-vandfaldet
- 4. Ryusei-Ginga-vandfaldet
- 5. Ashiribetsu-vandfaldet
- 6. Oshinkoshin-vandfaldet
- 7. Kurokuma-vandfaldet
- 9. Fudo-vandfaldet
- 10. Akiu-vandfaldet
- 11. Sankai-vandfaldet
- 12. Nanataki-vandfaldet
- 13. Chagama-vandfaldet
- 14. Hottai-vandfaldet
- 15. Yasu-vandfaldet
- 16. Namekawa-vandfaldet
- 17. Shiraito-vandfaldet
- 18. Nanatsu-vandfaldet
- 19. Otsuji-vandfaldet
- 20. Sanjo-vandfaldet
- 21. Choshi-vandfaldet
- 22. Fukuroda-vandfaldet
- 23. Kegon-vandfaldet
- 24. Kirifuri-vandfaldet
- 25. Fukiware-vandfaldet
- 26. Jofu-vandfaldet
- 27. Tanashita-no-Fudo-vandfaldet
- 29. Hossawa-vandfaldet
- 30. Hayato-vandfaldet
- 31. Shasui-vandfaldet
- 32. Nanatsugamagodan-vandfaldet
- 33. Kitashōji-vandfaldet
- 34. Senga-vandfaldet
- 36. Naena-vandfaldet
- 37. Sōtaki-vandfaldet
- 38. Shōmyō-vandfaldet
- 39.Uba-vandfaldet
- 40. Ryūsō-vandfaldet
- 41. Yonako-Daibakufu-vandfaldet
- 42. Sanbon-vandfaldet
- 43. Tadachi-vandfaldet
- 44. Neo-vandfaldet
- 45. Hirayu-vandfaldet
- 46. Yōrō-vandfaldet
- 47. Amida-vandfaldet
- 48. Abe-vandfaldet
- 49. Jōren-vandfaldet
- 50. Shiraito-vandfaldet
- 50. Otodome-vandfaldet
- 51. Atera-vandfaldet
- 52. Nunobiki-vandfaldet
- 53. Akame-Shijyūhachi-vandfaldet
- 54. Nanatsukgama-vandfaldet
- 56. Kanabiki-vandfaldet
- 57. Minoo-vandfaldet
- 58. Harafudō-vandfaldet
- 59. Saruo-vandfaldet
- 60. Tendaki-vandfaldet
- 61. Nunobiki-vandfaldet
- 63. Fudōnanae-vandfaldet
- 64. Sasa-vandfaldet
- 66. Nachi-vandfaldet
- 67. Kuwanoki-vandfaldet
- 68. Haso-vandfaldet
- 69. Daisen-vandfaldet
- 70. Amedaki-vandfaldet
- 71. Dangyō-vandfaldet
- 72. Ryūzuyae-vandfaldet
- 73. Kanba-vandfaldet
- 74. Jōsei-vandfaldet
- 75. Jakuchikyō-Goryū-vandfaldet
- 76. Ōgama-vandfaldet
- 77. Todoroki-Kujyūku-vandfaldet
- 78. Amagoi-vandfaldet
- 79. Yukiwa-vandfaldet
- 80. Goraikō-vandfaldet
- 81. Ryūō-vandfaldet
- 82. Todoro-vandfaldet
- 83. Ōtaru-vandfaldet
- 85. Mikaeri-vandfaldet
- 87. Sendantodoro-vandfaldet
- 88. Sukaruga-vandfaldet
- 89. Kaname-vandfaldet
- 91. Harajiri-vandfaldet
- 92. Shindō-vandfaldet
- 93. Nishishiiya-vandfaldet
- 94. Sekinoo-vandfaldet
- 95. Yatogi-vandfaldet
- 97. Manai-vandfaldet
- 98. Ryūmon-vandfaldet
- 99. Ōko-vandfaldet
- 100. Mariyudu-vandfaldet